# Жукотки (станція)
Жукотки — проміжна станція 5 класу Київської дирекції залізничних перевезень Південно-Західної залізниці (Україна), розташований на лінії між станціями Чернігів (відстань — 21 км) і Славутич (17 км).
Розташований за 4 км від села Жукотки.
Станція Жукотки виникла 1944 року. Електрифіковано лінію 1988 року.
2007 року роздільний пункт переведено до категорії зупинних пунктів.
2010 року зупинний пункт знову був переведений до категорії роздільних пунктів.
Раніше від станції відгалужувалася лінія до станції Жидиничі довжиною 21 км. Лінію та станцію було закрито 2007 року та розібрано.
На станції зупиняються (4 пари) приміські потяги сполученням Чернігів- Славутич, та регіональний потяг Славутич - Київ - Фастів за розкладом: Київ 8:11 - Чернігів 10:54 - Жукотки 11:29 та, в зворотному напрямку, Жукотки 17:09 - Чернігів 17:45- Київ: 20:47.